# St. Martinus (Steinkirchen)
Die Kirche St. Martinus ist die römisch-katholische Filialkirche des Ortsteils Steinkirchen der Stadt Wassenberg im Kreis Heinsberg (Nordrhein-Westfalen).
Die Kirche ist unter Nummer 38 in die Liste der Baudenkmäler in Wassenberg eingetragen.

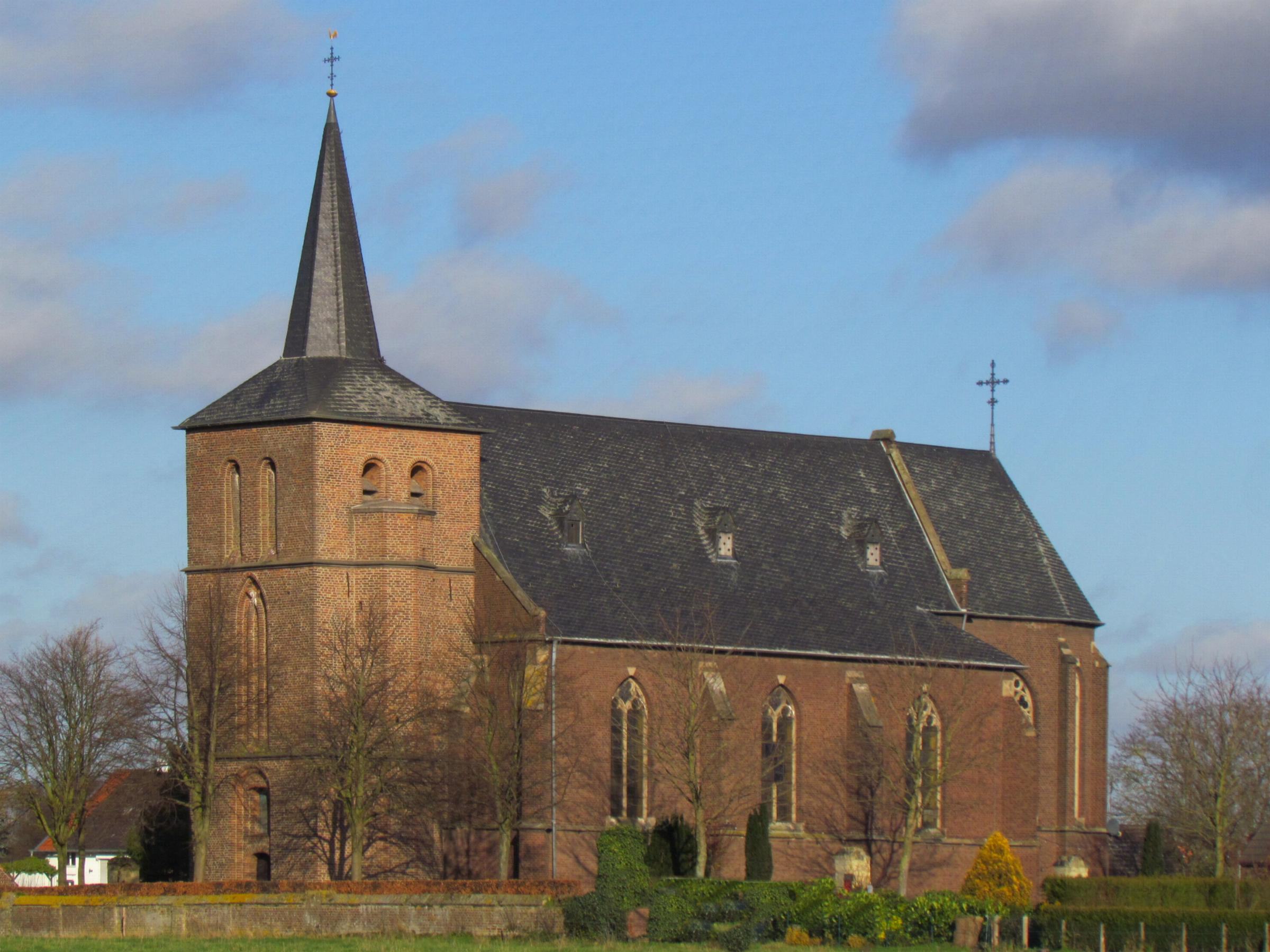
St. Martinus in Steinkirchen

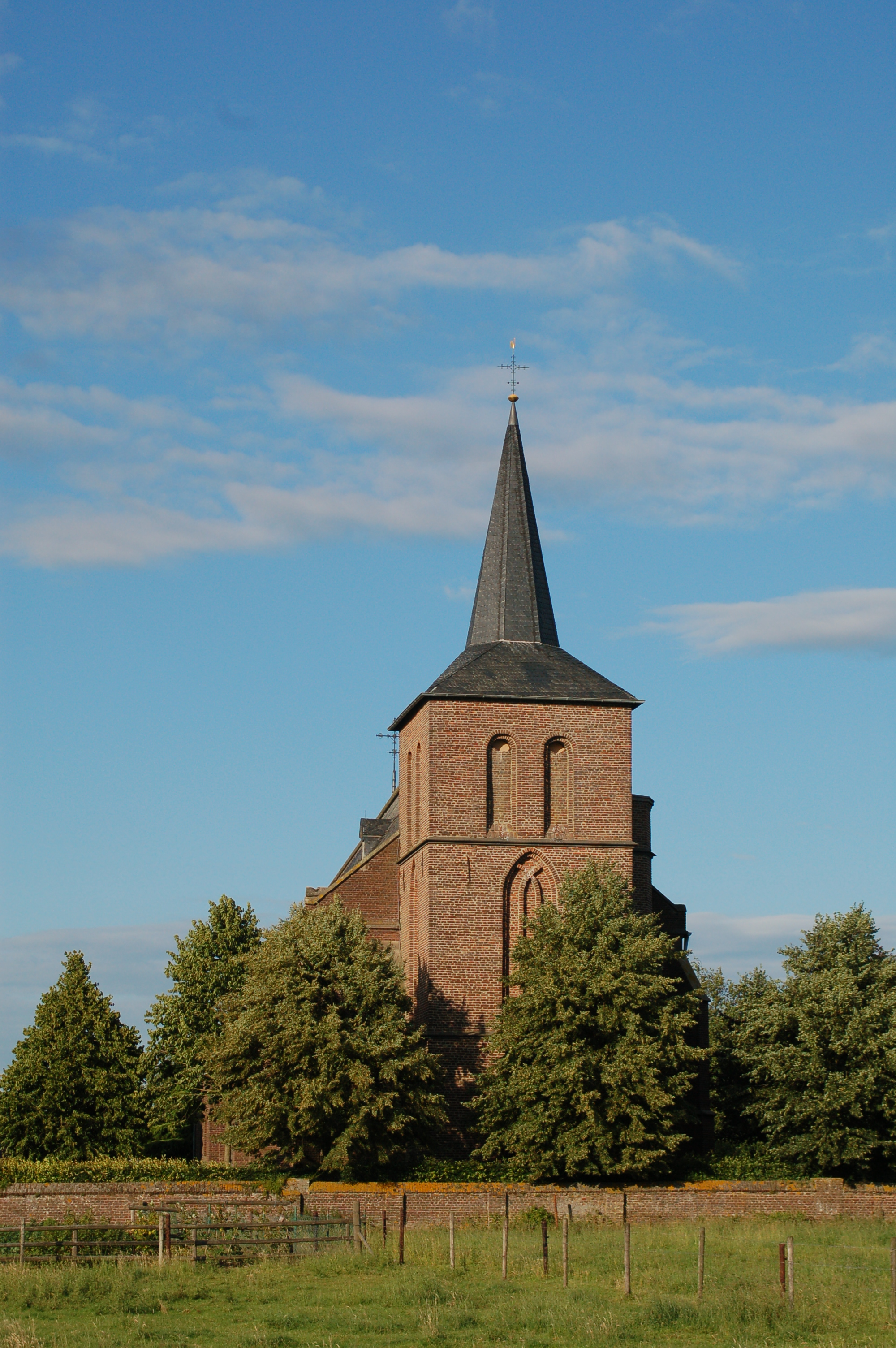
Gotischer Kirchturm

## Geschichte

### Kirchengebäude
Eine Kirche in Steinkirchen wurde das erste Mal im Jahr 1118 urkundlich erwähnt. Vermutlich war dieses Bauwerk eine vorromanische Saalkirche aus dem 9. Jahrhundert. Von dieser Kirche sind heute keine Spuren mehr vorzufinden.
Der älteste Teil der heutigen Kirche ist der spätgotische Glockenturm aus dem 15. oder 16. Jahrhundert. An diesen wurde zwischen 1871 und 1874 die heutige Kirche nach Plänen des Kölner Architekten Heinrich Wiethase als dreischiffige, neogotische Hallenkirche mit fünfseitig geschlossenem Chor errichtet. Bei den Bauarbeiten besetzten einige Bewohner des Nachbarortes Effeld die Baustelle, sodass das Bauwerk bis 1874 nur als Rohbau vollendet war. Sie wollten damit bewirken, dass nicht in Steinkirchen eine neue und größere Kirche errichtet wird, sondern im damals schon viel größeren Effeld, das zur Pfarre Steinkirchen gehörte. Im Jahr 1910 wurde schließlich in Effeld zusätzlich eine Kirche errichtet. Vollendet wurde der Kirchenbau erst im Jahr 1898.
Im Zweiten Weltkrieg wurde die Kirche durch Artilleriebeschuss beschädigt. Erst um das Jahr 1955 erhielt das Bauwerk ein Notdach. In den 1960er Jahren wurde schließlich das aus Dachpappe bestehende Notdach durch ein schiefergedecktes Dach ersetzt. Da die Kirche seit 1946 kaum noch für Gottesdienste genutzt wurde, verfiel das Bauwerk in den 1970er Jahren immer weiter. 1984 wurde schließlich der Turm saniert und zwischen 2000 und 2004 wurde das Gewölbe gesichert, da es nach dem Erdbeben im Jahr 1992 einzustürzen drohte. So ist die Kirche momentan in einer Art Rohbauzustand.

### Pfarre
Ursprünglich war Steinkirchen der Hauptort der Pfarre St. Martinus Steinkirchen-Effeld und St. Martinus war die Pfarrkirche. Da der Nachbarort aber schon um 1900 bedeutend größer war als Steinkirchen, ist der Pfarrsitz im Jahr 1930 nach Effeld verlegt worden. Seitdem fanden auch immer seltener Gottesdienste in Steinkirchen statt, bis sich nach dem Zweiten Weltkrieg das pfarrliche Leben ganz nach Effeld verlagerte. Seitdem steht das Steinkirchener Gotteshaus leer.

## Ausstattung
Trotz des nun 60-jährigen Leerstandes haben sich noch einige Ausstattungsstücke aus der zweiten Hälfte des 19. Jahrhunderts im Kirchenraum erhalten. So befinden sich in der Kirche ein neogotischer Hochaltar des Bildhauers D. Kuypers aus Roermond aus dem Jahr 1901, zwei neogotische Seitenaltäre des Roermonder Bildhauers Houtermanns aus dem Jahr 1898, eine Kommunionbank des ebenfalls aus Roermond stammenden Bildhauers und Steinmetz Geelen von 1874, eine neogotische Kanzel und die Bänke aus dem Jahr 1905. Des Weiteren hat sich auf der Orgelempore der Orgelprospekt erhalten, jedoch sind fast keine Pfeifen mehr vorhanden. Des Weiteren sind noch Reste der historistischen Wandbemalung aus dem Jahr 1898 des Roermonder Künstlers Muermanns erhalten. Diese Bemalung ist jedoch durch eindringendes Wasser nach dem Krieg sehr stark beschädigt worden. Neben diesen Ausstattungsstücken, die sich noch im Kirchenraum befinden, sind einige Ausstattungsstücke, wie die Figuren, im Magazin des Bistums Aachen im Kloster Wenau eingelagert. Im Jahr 2009 wurde das alte Steinkirchener Altarkreuz in der Effelder Herz-Jesu-Kirche aufgehängt.
Im Langhaus haben sich Fragmente der ersten Fenster erhalten. Diese schuf ein unbekannter Künstler in den Jahren 1890 bis 1892. Die Fenster im Chor stammen aus dem Jahr 1966 und sind ein Werk des Künstlers Peter Thomas.

## Glocken
Da der Turm bei einem schweren Erdbeben in den 1990er Jahren stark beschädigt wurde, verfügt St. Martinus über kein funktionierendes Glockenwerk. Im Turm ist noch eine Glocke abgestellt, welche aber aus statischen Gründen nicht mehr läuten kann.

## Heutige Nutzung
Das Gotteshaus wird für verschiedene Konzerte und Ausstellungen genutzt. Ansonsten steht die Kirche leer. Eine dauerhafte Nutzung konnte selbst nach 60 Jahren Leerstand bis Heute nicht gefunden werden, was sicherlich auch an der sehr überschaubaren Größe von Steinkirchen mit etwas über 100 Einwohnern liegt. Eine Steinkirchener Familie engagiert sich seit Jahren ehrenamtlich und mit viel Eigenleistung für die Erhaltung des Bauwerks.